# آل قاسم علي (مكيراس)

تعديل مصدري - تعديل

ال قاسم علي هي إحدى قرى عزلة مكيراس بمديرية مكيراس التابعة لمحافظة البيضاء، بلغ تعداد سكانها 62 نسمة حسب تعداد اليمن لعام 2004.